# Primers analítics
Primers analítics (en grec antic Ἀναλυτικῶν προτέρων, en llatí Analytica priora, abreujat An. Pr) és un text del filòsof grec Aristòtil d'Estagira. Consta de dos llibres (I: 71a - 89b, II: 90a - 100b) i no hi ha dubtes sobre l'autenticitat de l'obra. És el tercer llibre de l'Òrganon, que va darrere de De la interpretació i precedeix a Segons analítics. En algunes edicions, es tradueix Ἀναλυτικῶν προτέρων com a Analítics anteriors.
Primers analítics és un dels texts més importants no sols d'Aristòtil sinó de lògica, ja que en aquest text presenta la seua teoria del sil·logisme. El text tracta de l'anàlisi dels arguments segons les formes, és a dir, segons les diferents maneres del sil·logisme.
En paraules d'Aristòtil:
 
| « | "La nostra primera tasca consisteix a indicar l'objecte d'estudi de la nostra recerca i a quina ciència pertany; quina cosa concerneix a la demostració i quina en pertany a una ciència demostrativa. De seguida definirem el significat de premissa, terme i sil·logisme, i diferenciarem un sil·logisme perfecte d'un d'imperfecte; després, haurem d'explicar en quin sentit es diu que un terme està o no totalment contingut en un altre i què entenem per ser-ne predicat de tot o de cap." (An. Pr., 24a). | » |

## Contingut

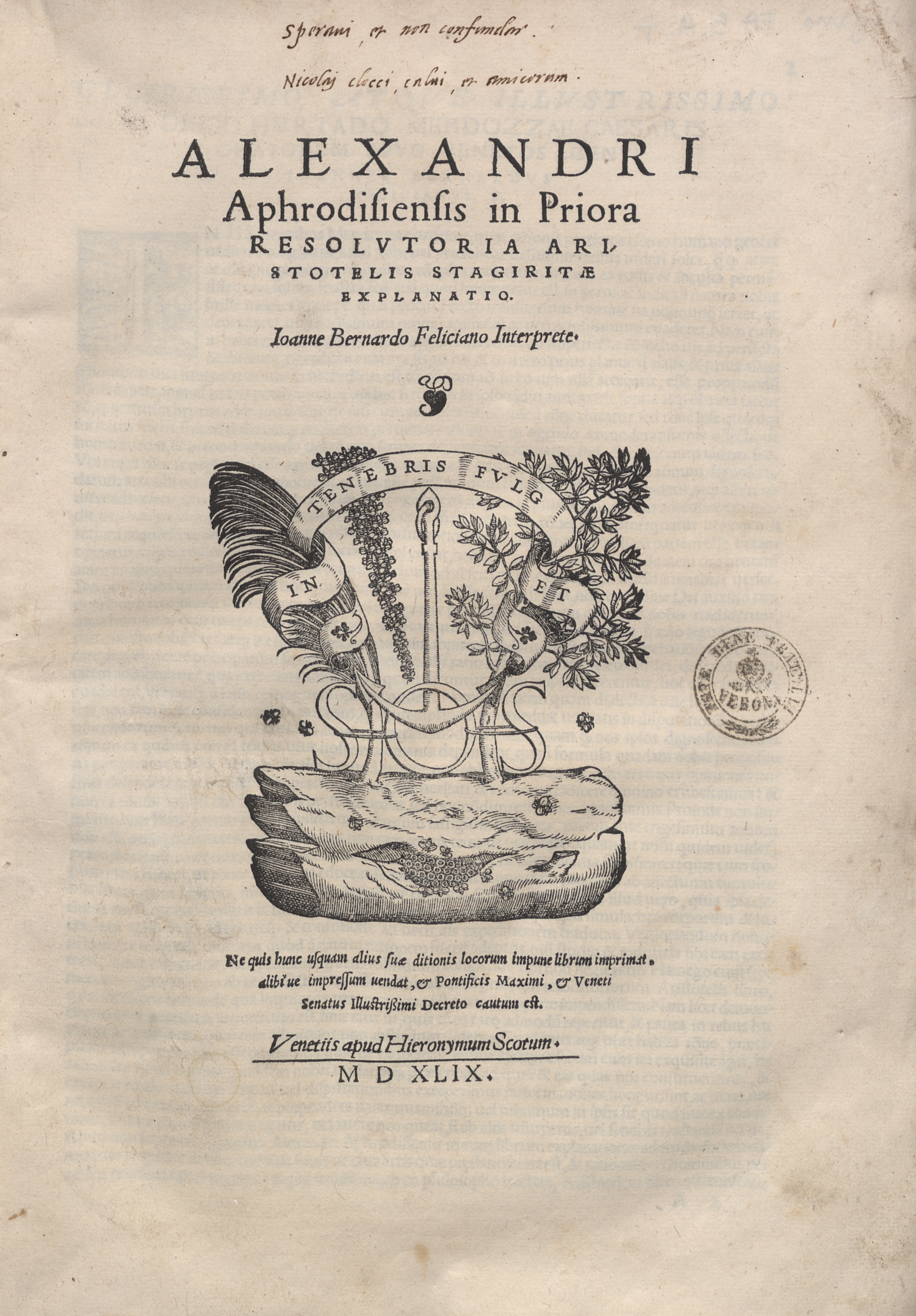
Commentaria in Analytica priora Aristotelis, 1549

### Llibre I
El llibre I tracta de la teoria del sil·logisme.

#### El sil·logisme
La noció central del sistema lògic d'Aristòtil és el sil·logisme (o deducció)(2). Un sil·logisme és, segons el defineix l'autor, "un discurs (logos) en què, una volta establertes certes coses, en resulta necessàriament, per ser el que són, una cosa diferent".(3) Un exemple clàssic n'és:
1. Totes les persones són mortals.
2. Tots els grecs són persones.
3. Per tant, tots els grecs són mortals.

En aquest exemple, una volta establertes les premisses 1 i 2, la conclusió 3 se'n segueix necessàriament. La noció de sil·logisme és semblant a la noció moderna d'argument deductivament vàlid, però hi ha diferències.(4)
En Primers analítics Aristòtil va construir la primera teoria de la inferència vàlida.(5) Per a definir un sil·logisme categòric, cal definir una proposició categòrica.
Una proposició és categòrica sí té una d'aquestes quatre formes:
- Rot S és P -com ara, tots els humans són mamífers.
- Cap S és P -com ara, cap humà és un rèptil.
- Alguns S són P -com ara, alguns humans són homes.
- Alguns S no són P -com ara, alguns humans no són homes.

Cada proposició categòrica conté dos termes: un subjecte (S) i un predicat (P). Un sil·logisme és categòric si es compon de tres proposicions categòriques (dues premisses i una conclusió), i si les dues premisses comparteixen un terme (terme mitjà) que no és present en la conclusió.
Hi ha tres maneres en què el terme mitjà pot estar distribuït entre les premisses, que Aristòtil denomina figures.(6)
Com que cada sil·logisme consta de tres proposicions categòriques i hi ha quatre tipus de proposicions categòriques i tres tipus de figures, hi ha 4x4x4x3 = 192 sil·logismes categòrics diferents. Alguns en són vàlids, i altres no.
Per distingir-ne uns dels altres, Aristòtil parteix de dos sil·logismes categòrics que assumeix com a vàlids (anàleg a les actuals regles d'inferència) i demostra a partir d'aquests (amb ajut de tres regles de conversió) la validesa de tots i quins són els sil·logismes categòrics vàlids.(5)

### Llibre II
El llibre II detalla les propietats del sil·logisme, i les falses conclusions i raonaments propers al sil·logisme.

## Influència
Els Primers analítics d'Aristòtil representa la primera vegada en la història en què la lògica s'investiga científicament. Només per això, Aristòtil podria considerar-se el pare de la lògica, ja que ell mateix ho diu en Refutacions sofístiques: "...Pel que fa a aquest tema, no és el cas que aquesta part haja estat elaborada abans per endavant i una altra part no; res no existia en absolut ".
Al segle III, el comentari d'Alexandre d'Afrodísies sobre Analytica priora és el més antic i un dels millors de la tradició antiga.
Al segle VI, Boeci va realitzar la primera traducció llatina coneguda d'Analytica priora. No se sap que cap occidental entre Boeci i Bernard d'Utrecht haja llegit el Primers analítics.[8] L'anomenat Anonymus Aurelianensis III de la segona meitat del segle xii és el primer comentari llatí existent, tot i que fragmentari.
Actualment, aquesta definició ha provocat un debat sobre com s'ha d'interpretar la paraula "sil·logisme". Els acadèmics Jan Lukasiewicz, Józef Maria Bocheński i Günther Patzig s'han aliat amb la dicotomia protasi-apòdosi, mentre que John Corcoran prefereix considerar un sil·logisme com una simple deducció.